# Салаби, Абольфазл
Абольфазл Салаби (перс. ابوالفضل صلبی‎; 27 ноября 1924, Тегеран — 26 апреля 2020, Тегеран) — иранский баскетболист. Участник летних Олимпийских игр 1948 года, бронзовый призёр летних Азиатских игр 1951 года.

## Биография
Абольфазл Салаби (в некоторых англоязычных источниках Абдул Феиз Солби) родился 28 ноября 1924 года в персидском городе Тегеран.
В 1940—1950-е годы играл в баскетбол на национальном и международном уровне.
В 1948 году вошёл в состав сборной Ирана по баскетболу на летних Олимпийских играх в Лондоне, занявшей 14-е место. Провёл 6 матчей, набрал (по имеющимся данным) 28 очков (15 в матчах со сборной Кубы, 9 — с Канадой, 4 — с Ирландией).
В 1951 году завоевал бронзовую медаль баскетбольного турнира летних Азиатских игр в Нью-Дели.
В 1959 году участвовал в чемпионате Европы в Стамбуле, где иранцы заняли 17-е место. Провёл 7 матчей, набрал 50 очков.
По окончании игровой карьеры стал тренером. Выступал в ветеранских турнирах.
Умер 26 апреля 2020 года в Тегеране.